# Дуло (династия)

Хан Аспарух из династии Дуло

Дуло — правящая династия в Великой Болгарии и Первом Болгарском царстве.

## Происхождение династии
Некоторые исследователи считают, что происхождение клана, вероятно, было тюркским — из рода тюрков Ашина. Один из них стал каганом тюрок благодаря поддержке китайского императора около 590 года. Это предположение было выдвинуто М. И. Артамоновым и было поддержано его учеником Л. Н. Гумилёвым. Гумилёв (1967) подразумевал, что можно ассоциировать болгарскую правящую династию Дуло с пятью Дулу (это неправильное звучание китайских иероглифов, более верное звучание было близко к «Туруг», откуда, собственно, возникло имя «тюргеши») племён западных тюрок. Однако многие современные исследователи отрицают такую ассоциацию как маловероятную и носящую спекулятивный характер.

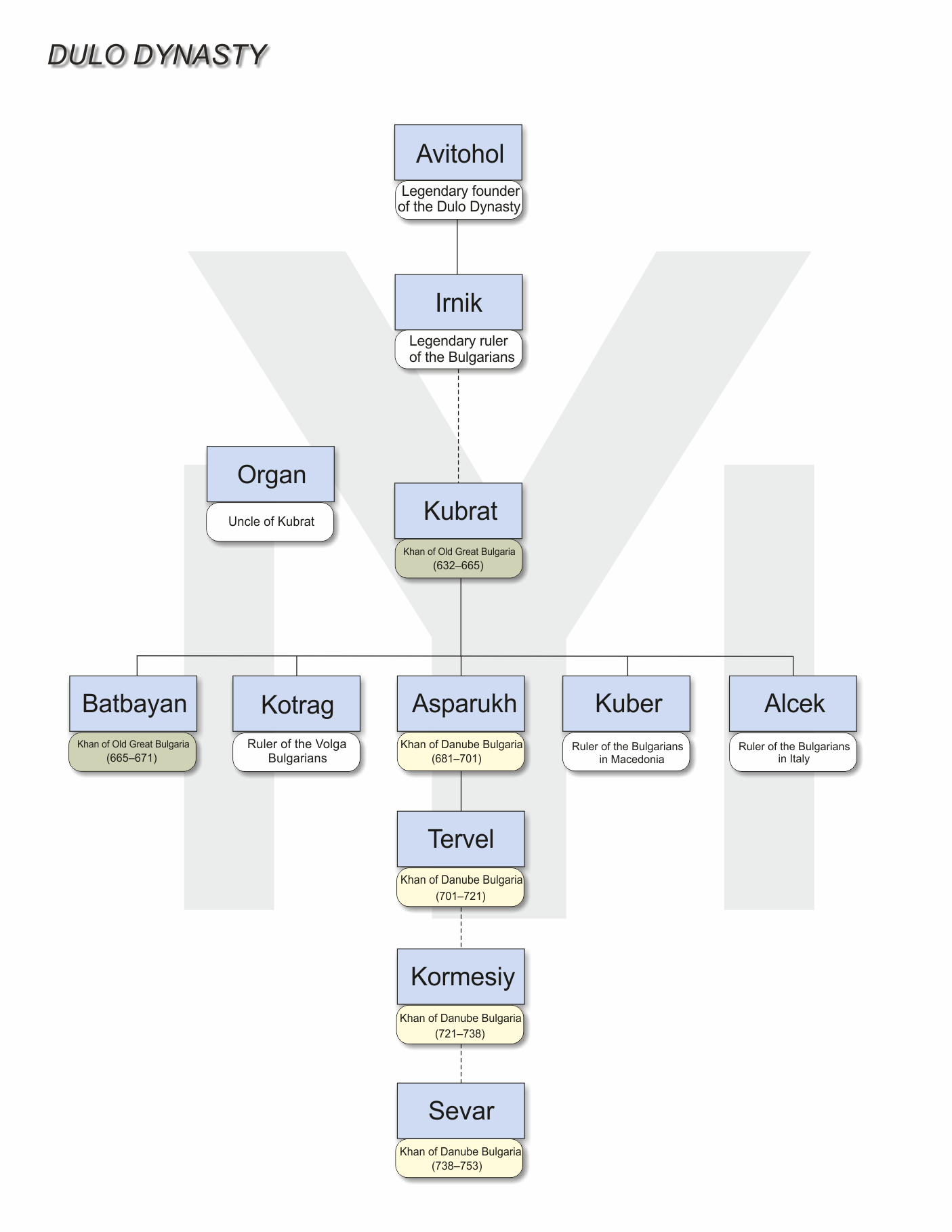
Династия Дуло

Известны болгарские правители из рода Дуло — Кубрат (основатель Великой Болгарии), несколько легендарных его сыновей, из которых прослеживаются по источникам Батбаян (по именнику Безмер) и Аспарух (основатель Дунайской Болгарии), и правители Дунайской Болгарии Тервел, Кормесий и Севар.
В 631 году Кубрат основал на Кубани государство. Это произошло после того, как его дядя Органа-Моходу разгромил нушибийцев и хазар и этим помог Кубрату. Отец Кубрата не принадлежал к роду тюркских каганов царского дома Ашина, а происходил из того тюркского подразделения Дулу, которое поддерживало Моходу. В «Именнике болгарских ханов» Авитохол и Эрнак тоже отнесены к роду Дуло, что указывает на тенденцию связывать болгарских ханов VII века с прославленными гуннскими вождями в V веке. Некоторые авторы принимают (Г. В. Вернадский, С. Рансиман, J. B. Bury, J. Marquart и Л. Мюссе) утверждение, что под именем Авитохол (из рода Дуло) скрывается имя Аттила, другие авторы не принимают его — Аттила умер на полтора века раньше того момента, когда род Дуло выделился из рода Ашина.
Источники относят к роду Дуло также вождя кутригур Безмера (Батбаяна). Безмер правил 3 года после смерти своего отца Кубрата «по ту сторону Дуная» (по Именнику). Есть версия Артамонова М. И.: скорее всего Безмер был либо племянником, либо двоюродным братом Кубрата.
Междоусобица внутри Западнотюркского каганата позволила Кубрату сохранить созданное им в это время Болгарское ханство, возглавляемое династией Дуло.
Аспарух, сын Кубрата, основал болгарское ханство на Балканах (Дунайскую Болгарию), которое считается первым государством современной Болгарии — Первое Болгарское царство.

## Правители из династии Дуло по «Именнику болгарских ханов»
- Авитохол
- Ирник
- Кубрат
- Батбаян
- Аспарух
- Тервел
- Севар
- Кормесий